# Clemaxia angustipalpis
Clemaxia angustipalpis är en tvåvingeart som beskrevs av Günther Enderlein 1942. Clemaxia angustipalpis ingår i släktet Clemaxia och familjen Pyrgotidae. Inga underarter finns listade i Catalogue of Life.